# تدی سمپسون
تدی سَمپسون (انگلیسی: Teddy Sampson؛ ‏ ۸ اوت ۱۸۹۵ – ۲۴ نوامبر ۱۹۷۰) با نام اصلی نورا سَمپسون بازیگر اهل ایالات متحده آمریکا در دوران سینمای صامت بود. پدرش از نوادگان پل ریویر و مادرش ایرلندی‌تبار بود.
از فیلم‌هایی که وی در آن‌ها نقش داشته‌است، می‌توان به زندگی ژنرال ویا و هیرام کله‌شق اشاره نمود.